# White Queen (As It Began)
«White Queen (As It Began)» (укр. «Біла королева (Як все почалося)») — пісня британського рок-гурту «Queen» з їхнього другого альбому «Queen II» 1974 року. Автором пісні був соло-гітарист гурту Браян Мей.

## Про пісню
На думку критика з «AllMusic», ця ритмічна балада стала культовою серед багатьох шанувальників гурту. Текст пісні досить похмурий, але захоплюючий: «My goddess hear my darkest fear, I speak too late It's for evermore that I wait» («Моя богиня, вислухай моє найпохмуріше побоювання, я говорю занадто пізно, моє очікування триватиме вічність»), ліричний герой — витончена скорботна жінка. Пісня закінчується прощальним зверненням головної героїні до слухача: «Dear friend goodbye, no tears in my eyes, so sad it ends, as it began» («Дорогий друже, прощавай, ні краплі сліз в моїх очах, все закінчується так само сумно, як і починалося»). У пісні присутня граціозна гітарна мелодія, яка згодом стає «важче». Все це супроводжується партіями ударних і пихатим хором, що підкреслює драматичність пісні, а вокальне виконання Фредді Мерк'юрі підсилює трагічність. Пісня ніколи не виходила як сингл, однак у 1977 пісня вийшла на стороні «Б» синглу «Good Old-Fashioned Lover Boy» в рамках «Queen's First EP».

## Створення
У 1982 році Браян Мей поділився в інтерв'ю своїми спогадами про створення пісні:
 «У мене була стара, дешева гітара „Hairfred“, з неї витягувався звук, який гудів. Вона використовувалася при записі пісень „Jealousy“ і „White Queen (As It Began)“. Я такого ще ніколи не бачив. Мені довелося трохи змінити конструкцію цієї гітари, щоб зробити її звучання схожим на звучання ситари. Я зняв стандартний струнотримач і поставив замість нього дерев'яний. Я відточував його, поки він не став такою ж висоти, як і лади. Струни акуратно лежали на ладах, що робило звучання „Hairfred“ схожим на звучання ситари»
Оригінальний текст (англ.)
«I have a very old, cheap „Hairfred“ which makes that buzzy sound that's on „Jealousy“ and „White Queen“. I've never seen another one like it. I made it sound like a sitar by taking off the original bridge and putting a hardwood bridge on. I chiseled away at it until it was flat and stuck little piece of fretwire material underneath. The strings just very gently lay on the fretwire, and it makes that sitar-like sound. 

## Концертне виконання
Гурт виконував пісню на своїх концертах «Queen II Tour» до «A Day at the Races Tour». Концертні виконання відрізняються від студійного запису тим, що Браян грав на своїй гітарі «Red Special», а Фредді грав на роялі.

## Учасники запису
- Фредді Мерк'юрі — вокал
- Браян Мей — гітара «Hairfred», бек-вокал
- Джон Дікон — бас-гітара
- Роджер Тейлор — ударні, бек-вокал